# Warmer in the Winter
Warmer in the Winter è il quarto album in studio della violinista e compositrice statunitense Lindsey Stirling, pubblicato il 20 ottobre 2017.

## Tracce
1. Dance of the Sugar Plum Fairy – 2:39
2. You're a Mean One, Mr. Grinch (featuring Sabrina Carpenter) – 2:48
3. Christmas C'mon (featuring Becky G) – 3:50
4. Carol of the Bells – 2:48
5. Angels We Have Heard on High – 4:22
6. I Saw Three Ships – 2:35
7. Let It Snow – 2:53
8. Warmer in the Winter (featuring Trombone Shorty) – 2:55
9. What Child Is This – 3:19
10. All I Want for Christmas Is You – 4:05
11. Time to Fall in Love (featuring Alex Gaskarth) – 2:56
12. Jingle Bell Rock – 3:48
13. Silent Night – 3:54

### Edizione deluxe Target
1. We Three Gentlemen – 2:59
2. O Come, Emmanuel – 3:52